# Puliciphora brachymyrmecis
Puliciphora brachymyrmecis är en tvåvingeart som först beskrevs av Filippo Silvestri 1911.  Puliciphora brachymyrmecis ingår i släktet Puliciphora och familjen puckelflugor. Inga underarter finns listade i Catalogue of Life.